# 布利斯托瓦 (諾夫哥羅德-謝韋爾斯基區)
51°53′33″N 32°55′23″E / 51.89250°N 32.92306°E
布利斯托瓦（烏克蘭語：Блистова）是位於烏克蘭北部切爾尼希夫州裏諾夫霍羅德-錫韋爾斯基區的村莊，始建於1700年，面積2.54平方公里，海拔高度170米，2012年人口700，人口密度每平方公里284.65人。